# Christina Stumpp

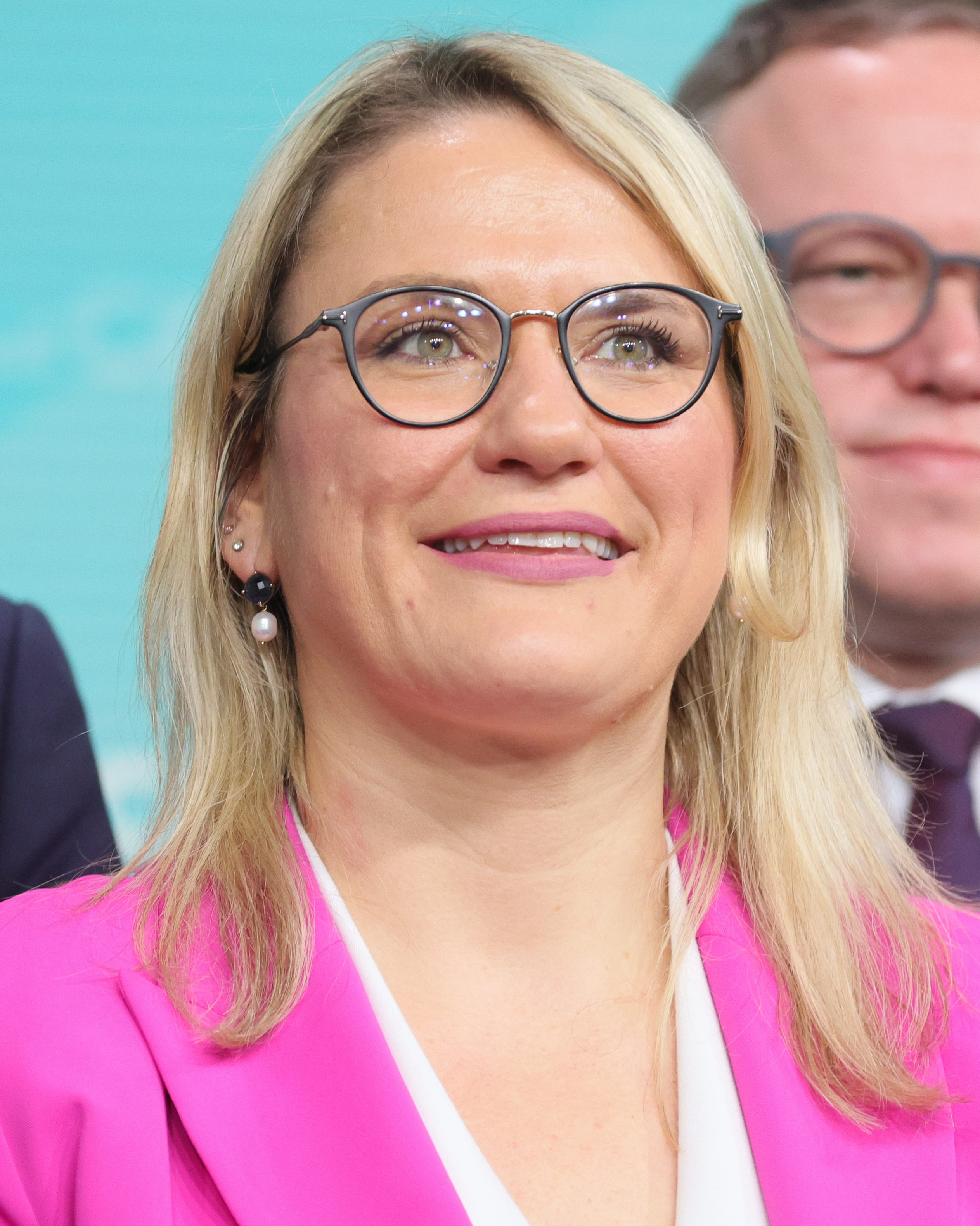
Christina Stumpp, 2025

Christina Daniela Stumpp  (* 16. November 1987 in Backnang) ist eine deutsche Politikerin (CDU). Sie ist seit 2021 Mitglied des Deutschen Bundestages und seit September 2022 stellvertretende Generalsekretärin der CDU.

## Leben
Stumpp wuchs auf einem landwirtschaftlichen Betrieb auf, den ihr Bruder fortführt.
Nach einer Ausbildung zur Verwaltungswirtin im mittleren Verwaltungsdienst 2006 und einer einjährigen Tätigkeit in der Stadtverwaltung Waiblingen, erwarb sie 2008 die Fachhochschulreife an der Kaufmännische Schule Backnang und studierte anschließend an der Hochschule für öffentliche Verwaltung und Finanzen Ludwigsburg Steuerrecht (Gehobener Dienst Steuerverwaltung) und erwarb einen Bachelor of Laws (LL.B.).
Von 2011 bis Januar 2021 übte Stumpp mehrere berufliche Tätigkeiten als Sachbearbeiterin und Referentin im Baden-Württemberger Ministerium für Finanzen und Wirtschaft, Ministerium für Inneres, Digitalisierung und Migration sowie im Ministerium für Kultus, Jugend und Sport aus. Von Februar 2021 bis zu ihrer Wahl in den Deutschen Bundestag war sie persönliche Referentin des baden-württembergischen Landwirtschaftsministers Peter Hauk.
Stumpp ist seit 2014 mit Ehemann Michael verheiratet. Das Paar hat zwei Kinder, einen im Jahr 2020 geborenen Sohn und eine Tochter, die im Jahr 2024 geboren wurde. Sie ist evangelischer Konfession.

## Politik
Stumpp war seit 2001 Mitglied der Jungen Union und ist seit 2003 Mitglied der CDU. Seit 2014 hatte sie mehrere Ämter im Kreis- und Regionalverband ihrer Partei.
Im Juni 2021 setzte sich Stumpp parteiintern gegen zwei Mitbewerber als Kandidatin für die Bundestagswahl 2021 im Bundestagswahlkreis Waiblingen durch. Der bisherige Mandatsinhaber, Joachim Pfeiffer, trat nicht wieder an. Bei der Bundestagswahl 2021 konnte sie das Direktmandat mit 29,0 Prozent der Erststimmen erringen. Damit lag sie auf Rang 26 der  33 von 38 Wahlkreisen in Baden-Württemberg die von der CDU gewonnen wurden.
Am 16. November 2021 kündigte Friedrich Merz an, sie im Fall seiner Wahl zum Bundesvorsitzenden der CDU für das neu zu schaffende Amt der stellvertretenden Generalsekretärin vorzuschlagen. Sie wurde schließlich nach einer Satzungsänderung vom Bundesparteitag am 9. September 2022 zur stellvertretenden Generalsekretärin gewählt und am 6. Mai 2024 wiedergewählt.
In der Fachzeitung agrarzeitung sprach Stumpp, als Präsidiumsmitglied der CDU, über die landwirtschaftlichen und ernährungspolitischen Standpunkte der Partei. Sie betonte, dass es wichtig sei, dass die Ernährungssicherheit als Staatsziel im Grundgesetz festgeschrieben werden soll. Stumpp sprach sich klar für die Produktion von Fleisch und Milch als Teil der Ernährungssicherung aus. Sie steht für die Beibehaltung von Steuervergünstigungen für Fleisch ein, weil sie vermutet, dass Fleisch sonst weniger produziert würde. Stumpp will die bestehenden Tierhaltungsstandards weiterentwickeln und äußerte sich kritisch gegenüber Laborfleisch, das aus ihrer Sicht die Bedeutung der Tierhaltung bedroht. Stumpp sprach sich auch für steuerliche Erleichterungen für landwirtschaftlich genutzte Fahrzeuge aus. Hinsichtlich neuer genomischer Techniken (NGT) erklärte sie, dass die Diskussion innerhalb der CDU noch andauere. Stumpp erklärt im Dezember 2023, dass Bundeswirtschaftsminister Robert Habeck (Grüne) die bäuerliche Landwirtschaft im Stich lasse, für die sie sich im Grundsatzprogramm der CDU als schützenswerte Form der Landwirtschaft starkgemacht habe.
Anfang Juli 2024 wurde Stumpp, Gewinnerin des Direktmandates 2021, von der CDU wieder für den Bundestagswahlkreis Waiblingen in der Bundestagswahl 2025 als Bewerberin aufgestellt. Sie errang erneut den Sieg im Wahlkreis.

## Mitgliedschaften
- Mitglied im Wirtschaftsausschuss des Verbandes Region Stuttgart[12]
- Mitglied im Obst- und Gartenbauverein[13]